# Voetbalkampioenschap van Saale-Elster
Het voetbalkampioenscha van Saale-Elster was een van de regionale voetbalcompetities van de Midden-Duitse voetbalbond, die bestond van 1912 tot 1933. De kampioen plaatste zich telkens voor de Midden-Duitse eindronde en maakte zo ook kans op de nationale eindronde.
De competitie werd op 11 juni 1912 opgericht als Gau Saale-Unstrut en nam tijdens het eerste kampioenschap de naam Saale-Elster aan. Door het uitbreken van de Eerste Wereldoorlog werd in 1915 met een competitie begonnen, maar die werd gestopt en zou in juli heropstarten, maar het is onbekend of er ook effectief een wedstrijd gespeeld werd. In 1918 werden de Thüringse competitie verenigd als nieuwe Thüringenliga, echter protesteerde de competitie hiertegen waardoor deze ook in 1918/19 zelfstandig bleef. 
Tot 1919 heette de competitie 1. Klasse Saale-Elster. In 1919 reorganiseerde de voetbalbond de competities om het aantal competities terug te brengen naar zeven. De competitie van Saale en Saale-Elster werden verenigd onder de nieuwe Kreisliga Saale. Ook de competities van Kyffhäuser en Mulde werden hier onderbracht, alleen is niet bekend of er ook voor 1921 competitie was. In de praktijk bracht dit voor de clubs uit Saale geen verandering met zich mee omdat deze als sterker beschouwd werden en in de hoogste klasse bleven. De clubs uit Saale-Elster bleven in hun competitie, die nu als tweede klasse fungeerde. In 1923 werd deze hervorming ongedaan gemaakt en gingen de competities opnieuw zelfstandig verder als Gauliga Saale,  Gauliga Saale-Elster, Gauliga Kyffhäuser en Gauliga Mulde. 
In 1933 kwam de Nationaalsocialistische Duitse Arbeiderspartij aan de macht en werden de overkoepelende voetbalbonden en hun talloze onderverdelingen opgeheven om plaats te maken voor de nieuwe Gauliga. De kampioen van Saale-Elster werd te licht bevonden voor de Gauliga Mitte en geen enkele club mocht hieraan deelnemen. De top 3 plaatste zich voor de Bezirksklasse Halle-Merseburg, die nu de tweede klasse werd. De rest van de clubs ging in de 1. Kreisklasse Saale-Elster spelen. 

## Erelijst
- 1913 FC Preußen Weißenfels
- 1914 FC Hohenzollern Weißenfels
- 1916 FC Hohenzollern Naumburg
- 1917 FC Preußen Weißenfels
- 1918 Lion STV Weißenfels
- 1919 SpVgg Naumburg 05
- 1924 SpVgg Naumburg 05
- 1925 SpVgg Naumburg 05
- 1926 TuRV 1861 Weißenfels
- 1927 Weißenfelser FV Schwarz-Gelb 1903
- 1928 SpVgg Naumburg 05
- 1929 SpVgg Naumburg 05
- 1930 Weißenfelser FV Schwarz-Gelb 1903
- 1931 SpVgg Naumburg 05
- 1932 Weißenfelser FV Schwarz-Gelb 1903
- 1933 TuRV 1861 Weißenfels

### Kampioenen
SpVgg Naumburg won 1 titel onder de naam Hohenzollern Naumburg
| Club                              | Titels |
| --------------------------------- | ------ |
| SpVgg Naumburg 05                 | 7      |
| Weißenfelser FV Schwarz-Gelb 1903 | 3      |
| FC Preußen Weißenfels             | 2      |
| TuRV 1861 Weißenfels              | 2      |
| Lion STV Weißenfels               | 1      |
| FC Hohenzollern Weißenfels        | 1      |

### Seizoenen eerste klasse
Seizoen 1918/19 is niet meegeteld, hiervan is enkel de kampioen gekend. 
| Club                            | /15 | Periode (1912-1914, 1915-1918, 1923-1933) |
| ------------------------------- | --- | ----------------------------------------- |
| Naumburger SpVgg 05             | 15  | 1912-1914, 1915-1918, 1923-1933           |
| Zeitzer BC 1903                 | 14  | 1912-1914, 1915-1917, 1923-1933           |
| Weißenfelser FV Schwarz-Gelb 03 | 13  | 1912-1914, 1916-1917, 1923-1933           |
| SpVgg 1910 Zeitz                | 13  | 1915-1918, 1923-1933                      |
| SC 1903 Weißenfels              | 12  | 1912-1914, 1923-1933                      |
| TuRV 1861 Weißenfels            | 10  | 1923-1933                                 |
| Naumburger BC 1920              | 9   | 1923-1930, 1931-1933                      |
| SV Teuchern 1910                | 9   | 1924-1933                                 |
| SV Blau-Gelb Weißenfels         | 7   | 1925-1932                                 |
| SC 24 Grana/Zeitz               | 6   | 1927-1933                                 |
| FC Preußen Weißenfels           | 5   | 1912-1914, 1915-1918                      |
| SV Wacker Corbetha              | 2   | 1926-1927, 1930-1931                      |
| TV Lion Weißenfels              | 2   | 1916-1918                                 |
| Polizei VfL Weißenfels          | 1   | 1932-1933                                 |
| VfB Rudelsburg Bad Kösen        | 1   | 1923-1924                                 |

1912/13 · 1913/14 · 1914/15 · 1915/16 · 1916/17 · 1917/18 · 1918/19 · 1923/24 · 1924/25 · 1925/26 · 1926/27 · 1927/28 · 1928/29 · 1929/30 · 1930/31 · 1931/32 · 1932/33